# Infurcitinea nigropluviella
Infurcitinea nigropluviella är en fjärilsart som beskrevs av Walsingham 1907. Infurcitinea nigropluviella ingår i släktet Infurcitinea och familjen äkta malar. Inga underarter finns listade i Catalogue of Life.